# Jakob Hebert

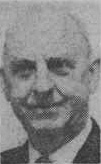
Jakob Hebert

Jakob Hebert, född 17 juni 1899 i Hjørring i Danmark, död 1959 i Stockholm, var en dansk-svensk arkitekt. 
Hebert studerade vid teknisk skola i Odense samt vid Det Kongelige Danske Kunstakademi i Köpenhamn. Han kom till Sverige 1929 och var först anställd hos Cyrillus Johansson varefter han startade egen verksamhet i Stockholm.  Han var under flera år anställd som lärare vid Tekniska institutet och var även anställd vid gatukontorets planeringsavdelning.

## Verk i urval

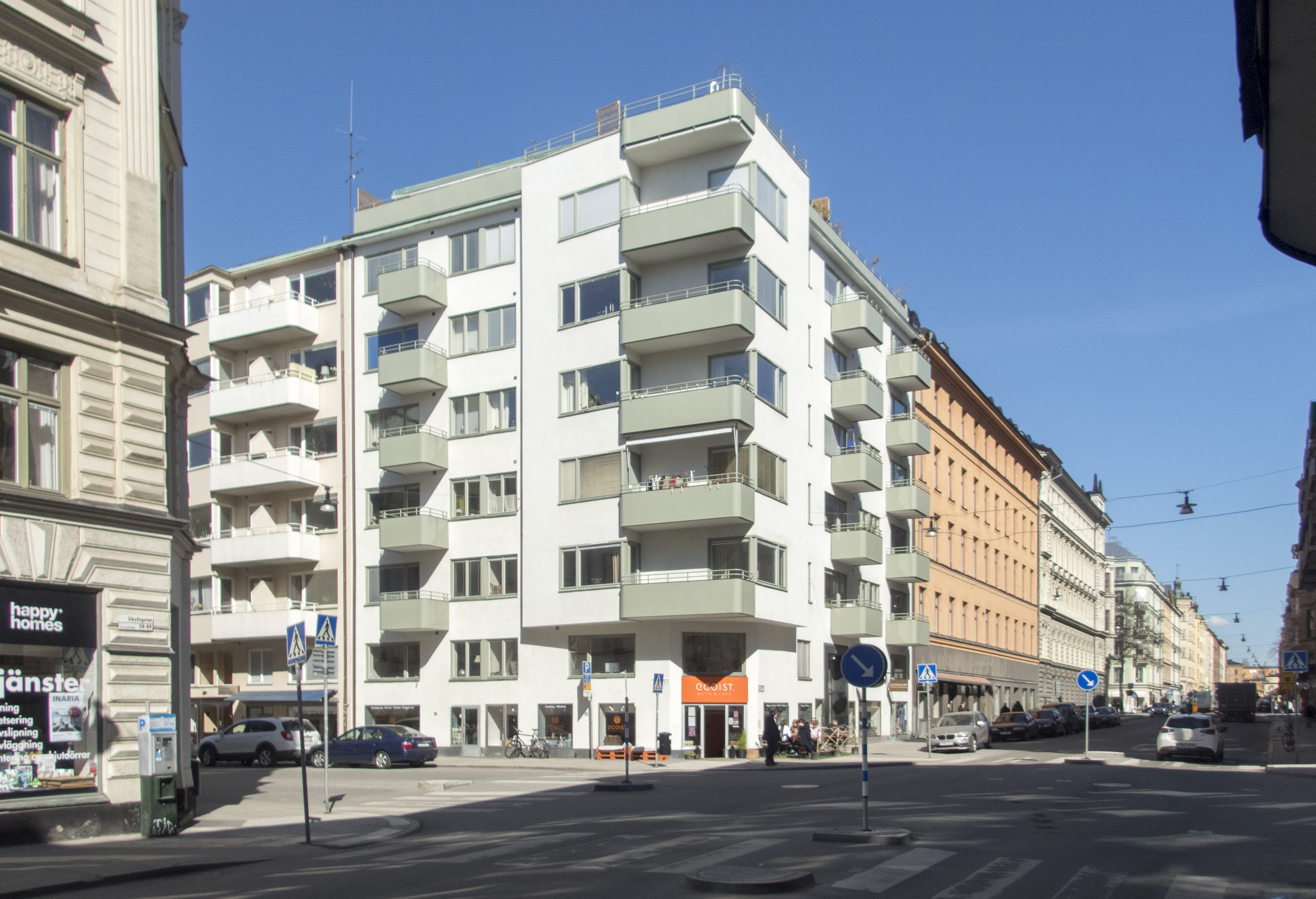
Forellen 14

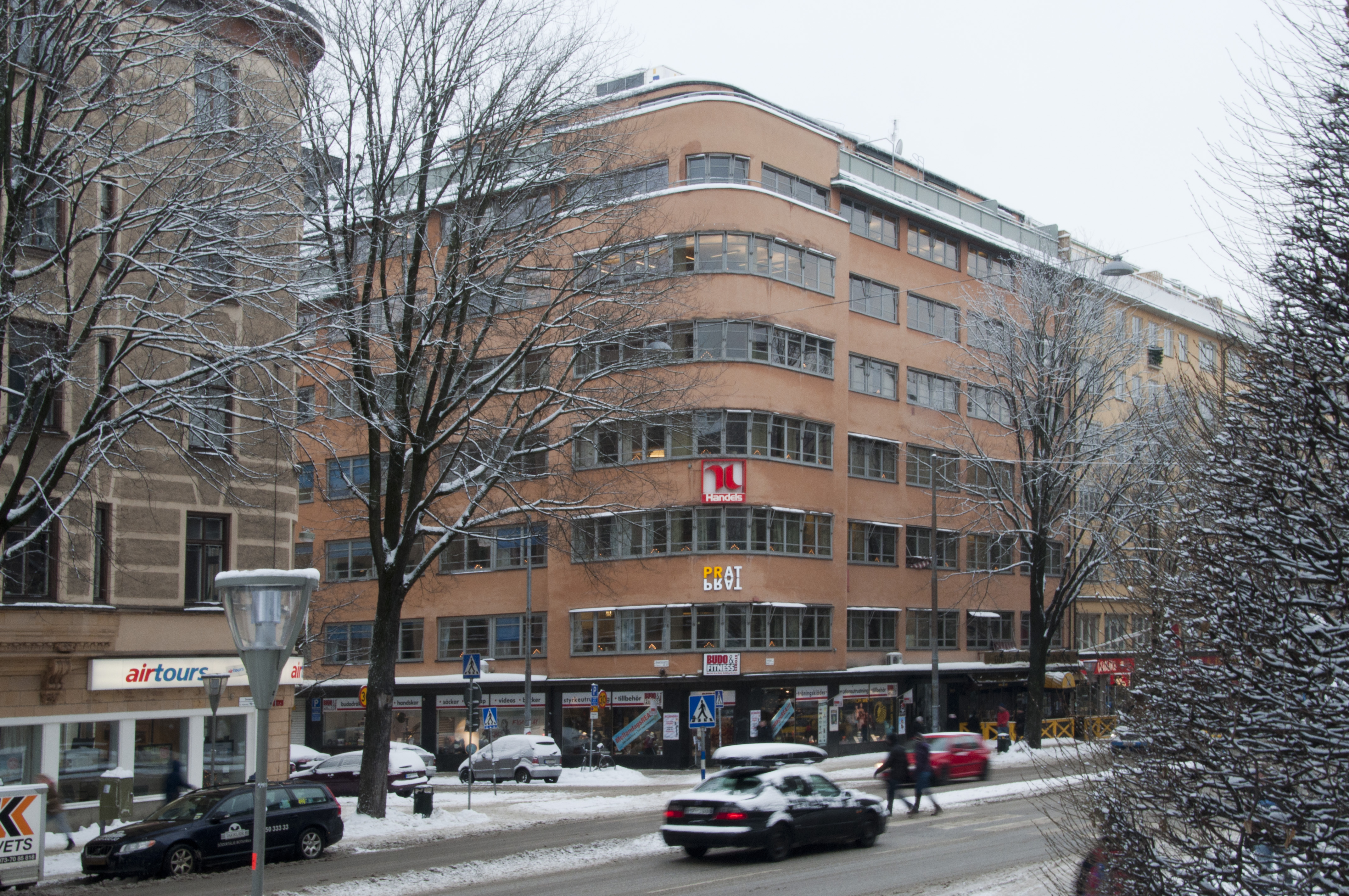
Sjökatten 13

- Fiskaren större 3, Stockholm (1928-1930)
- Harven 45, Stockholm (1929)
- Harven 54, Stockholm (1930-1931)
- Sjökatten 13, Stockholm (1930-31)
- Polishus i Råsunda (1931).[1]
- Framnäs 17, Solna (1931)
- Postiljonen 16, Stockholm (1934)
- Postiljonen 15, Stockholm (1934-1935)
- Killingen 37, Stockholm (1936-1937)
- Jordgubben 20, Stockholm (1936-1938)
- Jordgubben 21, Stockholm (1937)
- Volund 8, Solna (1937)
- Valfisken 32, Stockholm (1937-1938)
- Fältprästen 5, Stockholm (1937-1938)
- Framnäs 2, Solna (1938)
- Havssvalget 8, Stockholm (1938-1939)
- Forellen 13, Stockholm (1938-1939)
- Forellen 14, Stockholm (1938-1939)
- Mullvaden Andra 25, Stockholm (1938-1940)
- Valfisken 8, Stockholm (1939-1940)
- Mullvaden Andra 26, Stockholm (1940)